# Pokonji Dol
Pokonji Dol là một đảo nhỏ nằm trong phần biển Adriatic thuộc Croatia, cách đảo Hvar 500 mét về phía nam. Đảo này là một phần của quần đảo Paklinski. Ở giữa đảo có một ngọn đèn biển được xây dựng vào năm 1872. Do Pokonji Dol nằm tại cực đông của cả quần đảo nên ngọn đèn biển này giúp bảo đảm an toàn hàng hải cho tàu thuyền từ ngoài khơi đến.